# Byttneria hirta
Byttneria hirta är en malvaväxtart som beskrevs av Arenes. Byttneria hirta ingår i släktet Byttneria och familjen malvaväxter. Inga underarter finns listade i Catalogue of Life.